# آتش‌تنان
آتش‌تنان (نام علمی: Pyrosoma) نام یک سرده از شاخه طنابداران است.
این جانوران جزو تونیکات‌ها (آب دزدک دریایی) به‌شمار می‌روند که جزو قدیمی‌ترین طناب داران هستند. کلونی‌های ایجاد شده به‌وسیلهٔٔ این جانوران از ۱ سانتی‌متر الی چندین متر مشاهده شده‌است، البته هر کدام از این جانوران به تنهایی حدود چند میلی‌متر هستند.